# Георгий Охридски
Георгий е православен духовник, за когото Иван Снегаров предполага, че е бил охридски архиепископ около 1616 година.
Познат е единствено от една бележка, според която през 1617 г. монахът Цветан преписал октоих по „повелѣнї господара Гергїѧ, блаженнѣйшаго архипископоу на Пьрве Іоустинїѧне, всѣмъ бьлгаромъ, сръблемъ, Македониїи, Албанїи, Боснїи, Оугровлахїи и прочимъ дакїискимъ земълѣамъ патрїархъ и обладатель“. Достоверността на тази бележка е съмнителна, тъй като ръкописът, в който се намира тя, датира едва от ок. 1830 г. През 1615 година архиепископ на Охрид все още е Атанасий, а след 1616 година вече е Нектарий II.